# Sacrée Famille (téléfilm)

Sacrée famille (Hannas Fest) est un téléfilm allemand réalisé par Peter Weissflog et diffusé en 2008.

## Synopsis
La riche famille Marklund, d'origine suédoise, se réunit par tradition pour le 60e anniversaire d'Hanna. Hanna, quant à elle, pense que ce jour sera le jour où elle pourra enfin confirmer l'infidélité de son mari, Gustav. Seulement, elle ne se doute pas que cela soit l'unique secret qui sera révélé ce jour-là et que cela aura des conséquences surprenantes.

## Fiche technique
- Scénario : Christiane Sadlo
- Durée : 89 min
- Pays :  Allemagne

## Distribution
- Diana Körner : Hanna Marklund
- Dietrich Hollinderbäumer : Gustav Marklund
- Suzan Anbeh : Maja Janson
- Thomas Heinze : Sven Katull
- Caroline Beil : Annika
- Kai Ivo Baulitz : Harald "Harry" Marklund
- Sylta Fee Wegmann : Sina Janson
- Fritz von Friedl : Gerald Bergström
- Christian Maria Goebel : Lasse Janson
- Meriem Userli : Britta
- Arne Fuhrmann : Arne Matson
- Lars Jokubeit : Johan